# Liste des membres du conseil régional des Hauts-de-France de 2021 à 2028
Cet article dresse la liste des 170 membres du conseil régional des Hauts-de-France élus lors des élections régionales de 2021 pour sept ans, ainsi que les changements intervenus en cours de mandature.

## Conseil issu des élections de 2021 et changements

### Liste et groupes
| Dép.          | Liste                  | N° | Nom                       |  | Parti   | Groupe                            | Changements                                    |
| ------------- | ---------------------- | -- | ------------------------- |  | ------- | --------------------------------- | ---------------------------------------------- |
| Aisne         | Union de la droite     | 1  | Xavier Bertrand           |  | LR      | Républicains et indépendants      | DVD jusqu'en 2021                              |
| Aisne         | Union de la droite     | 2  | Isabelle Ittelet          |  | DVD     | Républicains et indépendants      |                                                |
| Aisne         | Union de la droite     | 3  | Christophe Coulon         |  | LR      | Républicains et indépendants      |                                                |
| Aisne         | Union de la droite     | 4  | Bernadette Vannobel       |  | MoDem   | MoDem, radicaux et apparentés     |                                                |
| Aisne         | Union de la droite     | 5  | Dominique Moyse           |  | HOR     | UDI                               | UDI jusqu'en 2022                              |
| Aisne         | Union de la droite     | 6  | Elisabeth Clobourse       |  | UDI     | UDI                               |                                                |
| Aisne         | Union de la droite     | 7  | Olivier Engrand           |  | LR      | Républicains et indépendants      |                                                |
| Aisne         | Union de la droite     | 8  | Nelly Janier-Dubry        |  | DVD     | Républicains et indépendants      |                                                |
| Aisne         | Union de la droite     | 9  | Eric Delhaye              |  | UDI     | UDI                               |                                                |
| Aisne         | Union de la droite     | 10 | Frédérique Macarez        |  | LR      | Républicains et indépendants      |                                                |
| Aisne         | Union de la droite     | 11 | Eric Donnay               |  | DVD     | Républicains et indépendants      |                                                |
| Aisne         | Rassemblement national | 1  | Philippe Torre            |  | CNIP    | RN, indépendants et apparentés    |                                                |
| Aisne         | Rassemblement national | 2  | Sarah Flamant             |  | RN      | RN, indépendants et apparentés    |                                                |
| Aisne         | Rassemblement national | 3  | Paul-Henry Hansen-Catta   |  | RN      | RN, indépendants et apparentés    |                                                |
| Aisne         | Union de la gauche     | 1  | Marie-Ange Layer          |  | PCF     | Gauche républicaine et écologiste |                                                |
| Nord          | Union de la droite     | 1  | Laurent Rigaud            |  | DVD     | Républicains et indépendants      |                                                |
| Nord          | Union de la droite     | 2  | Valérie Six               |  | UDI     | UDI                               |                                                |
| Nord          | Union de la droite     | 3  | Sébastien Huyghe          |  | LR      | Républicains et indépendants      |                                                |
| Nord          | Union de la droite     | 4  | Marie-Sophie Lesne        |  | LR      | Républicains et indépendants      |                                                |
| Nord          | Union de la droite     | 5  | Arnaud Decagny            |  | UDI     | UDI                               |                                                |
| Nord          | Union de la droite     | 6  | Nathalie Drobinoha        |  | LR      | Républicains et indépendants      |                                                |
| Nord          | Union de la droite     | 7  | Franck Dhersin            |  | HOR     | Républicains et indépendants      | DVD jusqu'en 2022                              |
| Nord          | Union de la droite     | 8  | Stéphanie Ducret          |  | UDI     | UDI                               |                                                |
| Nord          | Union de la droite     | 9  | Salvatore Castiglione     |  | UDI     | UDI                               |                                                |
| Nord          | Union de la droite     | 10 | Florence Bariseau         |  | DVD     | Républicains et indépendants      |                                                |
| Nord          | Union de la droite     | 11 | Frédéric Motte            |  | DVD     | Républicains et indépendants      |                                                |
| Nord          | Union de la droite     | 12 | Christelle Delebarre      |  | UDI     | UDI                               |                                                |
| Nord          | Union de la droite     | 13 | Guillaume Delbar          |  | DVD     | Non-inscrits                      | Républicains et indépendants en 2021-2022      |
| Nord          | Union de la droite     | 14 | Marie-Claude Lermytte     |  | DVD     | Républicains et indépendants      |                                                |
| Nord          | Union de la droite     | 15 | Maxime Cabaye             |  | LR      | Républicains et indépendants      |                                                |
| Nord          | Union de la droite     | 16 | Aurore Colson             |  | DVD     | Républicains et indépendants      |                                                |
| Nord          | Union de la droite     | 17 | Franck Gonsse             |  | DVD     | Républicains et indépendants      |                                                |
| Nord          | Union de la droite     | 18 | Elisabeth Gondy           |  | UDI     | UDI                               |                                                |
| Nord          | Union de la droite     | 19 | Guislain Cambier          |  | UDI     | UDI                               |                                                |
| Nord          | Union de la droite     | 20 | Véronique Teintenier      |  | DVD     | Républicains et indépendants      |                                                |
| Nord          | Union de la droite     | 21 | Bernard Gérard            |  | LR      | Républicains et indépendants      |                                                |
| Nord          | Union de la droite     | 22 | Christine Delefortrie     |  | DVD     | Républicains et indépendants      |                                                |
| Nord          | Union de la droite     | 23 | Serge Siméon              |  | UDI     | UDI                               |                                                |
| Nord          | Union de la droite     | 24 | Anne-Sophie Boisseaux     |  | LR      | Républicains et indépendants      |                                                |
| Nord          | Union de la droite     | 25 | Jean-Michel Michalak      |  | UDI     | UDI                               |                                                |
| Nord          | Union de la droite     | 26 | Danièle Ponchaux          |  | UDI     | UDI                               | DVC jusqu'en 2023                              |
| Nord          | Union de la droite     | 27 | Luc Foutry                |  | DVD     | Républicains et indépendants      |                                                |
| Nord          | Union de la droite     | 28 | Sylvaine Brunet           |  | LR      | Républicains et indépendants      |                                                |
| Nord          | Union de la droite     | 29 | Jean-Pierre Bataille      |  | DVD     | Républicains et indépendants      |                                                |
| Nord          | Union de la droite     | 30 | Nadège Bourghelle-Kos     |  | DVD     | Républicains et indépendants      |                                                |
| Nord          | Union de la droite     | 31 | Frédéric Lefebvre         |  | MoDem   | MoDem, radicaux et apparentés     |                                                |
| Nord          | Union de la droite     | 32 | Samira Herizi             |  | MR → PR | MoDem, radicaux et apparentés     |                                                |
| Nord          | Union de la droite     | 33 | Éric Durand               |  | LR      | Républicains et indépendants      |                                                |
| Nord          | Union de la droite     | 34 | Caroline Lubrez           |  | DVD     | Républicains et indépendants      |                                                |
| Nord          | Union de la droite     | 35 | Grégory Tempremant        |  | UDI     | UDI                               |                                                |
| Nord          | Union de la droite     | 36 | Édith Varet               |  | MoDem   | MoDem, radicaux et apparentés     |                                                |
| Nord          | Union de la droite     | 37 | Ludovic Rohart            |  | UDI     | UDI                               |                                                |
| Nord          | Union de la droite     | 38 | Mady Dorchies             |  | LR      | Républicains et indépendants      |                                                |
| Nord          | Union de la droite     | 39 | Antoine Sillani           |  | LR      | Républicains et indépendants      |                                                |
| Nord          | Union de la droite     | 40 | Anne-Sophie Taszarek      |  | UDI     | UDI                               |                                                |
| Nord          | Union de la droite     | 41 | Yvan Hutchinson           |  | DVD     | Républicains et indépendants      |                                                |
| Nord          | Union de la droite     | 42 | Laure Bazan               |  | LR      | Républicains et indépendants      |                                                |
| Nord          | Union de la droite     | 43 | Jean-Paul Fontaine        |  | UDI     | UDI                               |                                                |
| Nord          | Union de la gauche     | 1  | Julien Poix               |  | L'Après | Pour le climat, pour l'emploi     | (LFI jusqu'en 2023)                            |
| Nord          | Union de la gauche     | 2  | Karima Delli              |  | EÉLV    | Pour le climat, pour l'emploi     |                                                |
| Nord          | Union de la gauche     | 3  | Benjamin Saint-Huile      |  | DVG     | Gauche républicaine et écologiste | PS jusqu'en 2022                               |
| Nord          | Union de la gauche     | 4  | Héloïse Dhalluin          |  | PCF     | Gauche républicaine et écologiste |                                                |
| Nord          | Union de la gauche     | 5  | Yannick Brohard           |  | EÉLV    | Pour le climat, pour l'emploi     |                                                |
| Nord          | Union de la gauche     | 6  | Margaux Rouchet           |  | PS      | Gauche républicaine et écologiste |                                                |
| Nord          | Union de la gauche     | 7  | Martial Beyaert           |  | PS      | Gauche républicaine et écologiste |                                                |
| Nord          | Union de la gauche     | 8  | Katy Vuylsteker           |  | EÉLV    | Pour le climat, pour l'emploi     |                                                |
| Nord          | Union de la gauche     | 9  | Cédric Brun               |  | LFI     | Pour le climat, pour l'emploi     |                                                |
| Nord          | Union de la gauche     | 10 | Sandrine Gombert          |  | PS      | Gauche républicaine et écologiste |                                                |
| Nord          | Union de la gauche     | 11 | Benoît Tirmarche          |  | LFI     | Pour le climat, pour l'emploi     |                                                |
| Nord          | Union de la gauche     | 12 | Sarah Kerrich-Bernard     |  | PS      | Gauche républicaine et écologiste |                                                |
| Nord          | Union de la gauche     | 13 | Benjamin Lucas            |  | G.s     | Pour le climat, pour l'emploi     | Démissionne en septembre 2023                  |
| Nord          | Union de la gauche     | 14 | Jennifer De Temmerman     |  | PS      | Gauche républicaine et écologiste | DVG jusqu'en 2022                              |
| Nord          | Union de la gauche     | 15 | Loïc Pen                  |  | PCF     | Gauche républicaine et écologiste | Remplace Benjamin Lucas                        |
| Nord          | Rassemblement national | 1  | Sébastien Chenu           |  | RN      | RN, indépendants et apparentés    |                                                |
| Nord          | Rassemblement national | 2  | Sandra Delannoy           |  | RN      | RN, indépendants et apparentés    |                                                |
| Nord          | Rassemblement national | 3  | Philippe Eymery           |  | RN      | RN, indépendants et apparentés    |                                                |
| Nord          | Rassemblement national | 4  | Mélanie Disdier           |  | RN      | RN, indépendants et apparentés    | Démissionne en juillet 2024                    |
| Nord          | Rassemblement national | 5  | Carlos Descamps           |  | RN      | RN, indépendants et apparentés    |                                                |
| Nord          | Rassemblement national | 6  | Laurence Bara             |  | RN      | RN, indépendants et apparentés    |                                                |
| Nord          | Rassemblement national | 7  | Pierrick Berteloot        |  | RN      | RN, indépendants et apparentés    |                                                |
| Nord          | Rassemblement national | 8  | Régine Andris             |  | RN      | RN, indépendants et apparentés    |                                                |
| Nord          | Rassemblement national | 9  | Adrien Nave               |  | RN      | RN, indépendants et apparentés    |                                                |
| Nord          | Rassemblement national | 10 | Virginie Fenain           |  | RN      | RN, indépendants et apparentés    |                                                |
| Nord          | Rassemblement national | 11 | Alexandre Dufosset        |  | RN      | RN, indépendants et apparentés    |                                                |
| Nord          | Rassemblement national | 12 | Patricia Plancke          |  | RN      | RN, indépendants et apparentés    |                                                |
| Nord          | Rassemblement national | 13 | Arnaud De Rigné           |  | RN      | RN, indépendants et apparentés    | Remplace Mélanie Disdier                       |
| Oise          | Union de la droite     | 1  | Manoëlle Martin           |  | LR      | Républicains et indépendants      |                                                |
| Oise          | Union de la droite     | 2  | Édouard Courtial          |  | HOR     | Républicains et indépendants      | LR jusqu'en 2023                               |
| Oise          | Union de la droite     | 3  | Anne-Sophie Fontaine      |  | LR      | Républicains et indépendants      |                                                |
| Oise          | Union de la droite     | 4  | Daniel Leca               |  | UDI     | UDI                               |                                                |
| Oise          | Union de la droite     | 5  | Chanez Herbanne           |  | HOR     | Républicains et indépendants      | DVD jusqu'en 2022                              |
| Oise          | Union de la droite     | 6  | Guy Harlé d'Ophove        |  | DVD     | Républicains et indépendants      |                                                |
| Oise          | Union de la droite     | 7  | Nathalie Lebas            |  | UDI     | UDI                               |                                                |
| Oise          | Union de la droite     | 8  | Jean Cauwel               |  | LR      | Républicains et indépendants      |                                                |
| Oise          | Union de la droite     | 9  | Martine Miquel            |  | DVD     | Républicains et indépendants      |                                                |
| Oise          | Union de la droite     | 10 | François Deshayes         |  | LR      | Républicains et indépendants      |                                                |
| Oise          | Union de la droite     | 11 | Fatima Massau             |  | MoDem   | MoDem, radicaux et apparentés     |                                                |
| Oise          | Union de la droite     | 12 | Denis Pype                |  | LR      | Républicains et indépendants      |                                                |
| Oise          | Union de la droite     | 13 | Emmanuelle Lamarque       |  | DVD     | Républicains et indépendants      |                                                |
| Oise          | Union de la droite     | 14 | Fulvio Luzi               |  | DVD     | Républicains et indépendants      |                                                |
| Oise          | Rassemblement national | 1  | Audrey Havez              |  | RN      | RN, indépendants et apparentés    |                                                |
| Oise          | Rassemblement national | 2  | Michel Guiniot            |  | RN      | RN, indépendants et apparentés    |                                                |
| Oise          | Rassemblement national | 3  | Claire Marais-Beuil       |  | RN      | RN, indépendants et apparentés    | Démissionne en juillet 2024                    |
| Oise          | Rassemblement national | 4  | Jean-Louis Soufflet       |  | RN      | RN, indépendants et apparentés    |                                                |
| Oise          | Rassemblement national | 5  | Joëlle Garault            |  | RN      | RN, indépendants et apparentés    | Remplace Claire Marais-Beuil                   |
| Oise          | Union de la gauche     | 1  | Alexandre Ouizille        |  | PS      | Gauche républicaine et écologiste | Élu sénateur en septembre 2023                 |
| Oise          | Union de la gauche     | 2  | Marianne Seck             |  | LFI     | Pour le climat, pour l'emploi     |                                                |
| Oise          | Union de la gauche     | 3  | Gilles Mettai             |  | EÉLV    | Pour le climat, pour l'emploi     |                                                |
| Oise          | Union de la gauche     | 4  | Roxane Lundy              |  | G.s     | Pour le climat, pour l'emploi     | Remplace Alexandre Ouizille                    |
| Pas-de-Calais | Union de la droite     | 1  | Natacha Bouchart          |  | DVD     | Républicains et indépendants      | LR jusqu'en 2022                               |
| Pas-de-Calais | Union de la droite     | 2  | Frédéric Leturque         |  | LC      | UDI                               |                                                |
| Pas-de-Calais | Union de la droite     | 3  | Amel Gacquerre            |  | UDI     | UDI                               |                                                |
| Pas-de-Calais | Union de la droite     | 4  | Jean-François Rapin       |  | LR      | Républicains et indépendants      |                                                |
| Pas-de-Calais | Union de la droite     | 5  | Paulette Juilien-Peuvion  |  | UDI     | UDI                               |                                                |
| Pas-de-Calais | Union de la droite     | 6  | François Decoster         |  | MoDem   | MoDem, radicaux et apparentés     |                                                |
| Pas-de-Calais | Union de la droite     | 7  | Faustine Maliar           |  | LR      | Républicains et indépendants      |                                                |
| Pas-de-Calais | Union de la droite     | 8  | Daniel Fasquelle          |  | LR      | Républicains et indépendants      |                                                |
| Pas-de-Calais | Union de la droite     | 9  | Marie-Noëlle Delaire      |  | UDI     | UDI                               |                                                |
| Pas-de-Calais | Union de la droite     | 10 | Jean-Michel Taccoen       |  | DVD     | Républicains et indépendants      |                                                |
| Pas-de-Calais | Union de la droite     | 11 | Valérie Biegalski         |  | MoDem   | MoDem, radicaux et apparentés     |                                                |
| Pas-de-Calais | Union de la droite     | 12 | Simon Jombart             |  | LR      | Républicains et indépendants      |                                                |
| Pas-de-Calais | Union de la droite     | 13 | Nathalie Gheerbrant       |  | LR      | Républicains et indépendants      |                                                |
| Pas-de-Calais | Union de la droite     | 14 | Ghislain Tétard           |  | LR      | Républicains et indépendants      |                                                |
| Pas-de-Calais | Union de la droite     | 15 | Mabrouka Dhiffalah        |  | DVD     | Républicains et indépendants      |                                                |
| Pas-de-Calais | Union de la droite     | 16 | Hakim Elazouzi            |  | UDI     | UDI                               |                                                |
| Pas-de-Calais | Union de la droite     | 17 | Michèle Ducloy            |  | MoDem   | MoDem, radicaux et apparentés     |                                                |
| Pas-de-Calais | Union de la droite     | 18 | Philippe Beauchamps       |  | UDI     | UDI                               |                                                |
| Pas-de-Calais | Union de la droite     | 19 | Véronique Dumont-Deseigne |  | LR      | Républicains et indépendants      |                                                |
| Pas-de-Calais | Union de la droite     | 20 | Emmanuel Agius            |  | LR      | Républicains et indépendants      |                                                |
| Pas-de-Calais | Union de la droite     | 21 | Sophie Merlier-Lequette   |  | DVD     | Républicains et indépendants      |                                                |
| Pas-de-Calais | Union de la droite     | 22 | Anthony Jouvenel          |  | MoDem   | MoDem, radicaux et apparentés     |                                                |
| Pas-de-Calais | Union de la droite     | 23 | Sabine Finez              |  | LR      | Républicains et indépendants      |                                                |
| Pas-de-Calais | Union de la droite     | 24 | Olivier Planque           |  | LR      | Républicains et indépendants      |                                                |
| Pas-de-Calais | Union de la droite     | 25 | Cathy Desfontaines        |  | UDI     | UDI                               |                                                |
| Pas-de-Calais | Union de la droite     | 26 | Pierre-Emmanuel Gibson    |  | LR      | Républicains et indépendants      |                                                |
| Pas-de-Calais | Union de la droite     | 27 | Catherine Fournier        |  | UDI     | UDI                               | Décédée le 7 décembre 2021                     |
| Pas-de-Calais | Union de la droite     | 28 | Philippe Caron            |  | DVD     | Républicains et indépendants      |                                                |
| Pas-de-Calais | Union de la droite     | 29 | Laurence Prouvot          |  | DVD     | Républicains et indépendants      |                                                |
| Pas-de-Calais | Union de la droite     | 30 | André Genelle             |  | DVD     | Républicains et indépendants      |                                                |
| Pas-de-Calais | Union de la droite     | 31 | Laurence Charpentier      |  | DVD     | Républicains et indépendants      | Remplace Catherine Fournier le 27 janvier 2022 |
| Pas-de-Calais | Rassemblement national | 1  | Christopher Szczurek      |  | RN      | RN, indépendants et apparentés    | Démissionne en octobre 2023                    |
| Pas-de-Calais | Rassemblement national | 2  | Christine Engrand         |  | RN      | RN, indépendants et apparentés    |                                                |
| Pas-de-Calais | Rassemblement national | 3  | Bruno Bilde               |  | RN      | RN, indépendants et apparentés    |                                                |
| Pas-de-Calais | Rassemblement national | 4  | Émilie Bommart            |  | RN      | RN, indépendants et apparentés    |                                                |
| Pas-de-Calais | Rassemblement national | 5  | Alban Heusèle             |  | RN      | RN, indépendants et apparentés    |                                                |
| Pas-de-Calais | Rassemblement national | 6  | Marie-Christine Duriez    |  | RN      | RN, indépendants et apparentés    |                                                |
| Pas-de-Calais | Rassemblement national | 7  | Laurent Brice             |  | RN      | RN, indépendants et apparentés    |                                                |
| Pas-de-Calais | Rassemblement national | 8  | Odile Casier              |  | RN      | RN, indépendants et apparentés    |                                                |
| Pas-de-Calais | Rassemblement national | 9  | Bruno Clavet              |  | RN      | RN, indépendants et apparentés    | Démissionne en juillet 2024                    |
| Pas-de-Calais | Rassemblement national | 10 | Huguette Fatna            |  | RN      | RN, indépendants et apparentés    |                                                |
| Pas-de-Calais | Rassemblement national | 11 | Alexandre Maeseele        |  | RN      | RN, indépendants et apparentés    | Remplace Christopher Szczurek                  |
| Pas-de-Calais | Rassemblement national | 12 | Caroline Meloni           |  | RN      | RN, indépendants et apparentés    | Remplace Bruno Clavet                          |
| Pas-de-Calais | Union de la gauche     | 1  | Serge Marcellak           |  | PS      | Gauche républicaine et écologiste |                                                |
| Pas-de-Calais | Union de la gauche     | 2  | Marine Tondelier          |  | EÉLV    | Pour le climat, pour l'emploi     |                                                |
| Pas-de-Calais | Union de la gauche     | 3  | Bernard Baude             |  | PCF     | Gauche républicaine et écologiste |                                                |
| Pas-de-Calais | Union de la gauche     | 4  | Élodie Cloez              |  | LFI     | Pour le climat, pour l'emploi     |                                                |
| Pas-de-Calais | Union de la gauche     | 5  | Alexandre Cousin          |  | EÉLV    | Pour le climat, pour l'emploi     |                                                |
| Pas-de-Calais | Union de la gauche     | 6  | Samia Sadoune             |  | PS      | Gauche républicaine et écologiste |                                                |
| Pas-de-Calais | Union de la gauche     | 7  | Nicolas Richard           |  | EÉLV    | Pour le climat, pour l'emploi     |                                                |
| Somme         | Union de la droite     | 1  | Brigitte Fouré            |  | UDI     | UDI                               |                                                |
| Somme         | Union de la droite     | 2  | Emmanuel Maquet           |  | LR      | Républicains et indépendants      |                                                |
| Somme         | Union de la droite     | 3  | Anne Pinon                |  | LR      | Républicains et indépendants      |                                                |
| Somme         | Union de la droite     | 4  | Pascal Demarthe           |  | UDI     | UDI                               |                                                |
| Somme         | Union de la droite     | 5  | Patricia Poupart          |  | LR      | Républicains et indépendants      |                                                |
| Somme         | Union de la droite     | 6  | Yves Butel                |  | DVD     | Républicains et indépendants      |                                                |
| Somme         | Union de la droite     | 7  | Maryse Fagot              |  | UDI     | UDI                               |                                                |
| Somme         | Union de la droite     | 8  | Jean-Christophe Loric     |  | MoDem   | MoDem, radicaux et apparentés     |                                                |
| Somme         | Union de la droite     | 9  | Claire Joly               |  | DVD     | Républicains et indépendants      |                                                |
| Somme         | Union de la droite     | 10 | Jean-Paul Mulot           |  | DVD     | Républicains et indépendants      |                                                |
| Somme         | Union de la droite     | 11 | Brigitte Lhomme           |  | DVD     | Républicains et indépendants      |                                                |
| Somme         | Union de la droite     | 12 | Martin Domise             |  | LR      | Républicains et indépendants      |                                                |
| Somme         | Rassemblement national | 1  | Philippe Théveniaud       |  | LAF     | RN, indépendants et apparentés    |                                                |
| Somme         | Rassemblement national | 2  | Nathalie Billet           |  | RN      | RN, indépendants et apparentés    |                                                |
| Somme         | Rassemblement national | 3  | Jean-Philippe Tanguy      |  | LAF     | RN, indépendants et apparentés    |                                                |
| Somme         | Union de la gauche     | 1  | Catherine Quignon         |  | PS      | Gauche républicaine et écologiste |                                                |
| Somme         | Union de la gauche     | 2  | Thomas Hutin              |  | EÉLV    | Pour le climat, pour l'emploi     |                                                |
| Somme         | Union de la gauche     | 3  | Zahia Hamdane             |  | LFI     | Pour le climat, pour l'emploi     |                                                |

## Historique

### Composition à l'issue des élections

Composition du conseil régional en juillet 2021

|            |                                             | 02 | 59 | 60 | 62 | 80 | TOTAL | Listes de 2021                           |
|            | Les Républicains                            | 3  | 11 | 6  | 12 | 4  | 36    | Union de la droite et du centre 110      |
|            | Divers droite                               | 4  | 15 | 5  | 6  | 4  | 34    | Union de la droite et du centre 110      |
|            | Union des démocrates et indépendants        | 3  | 13 | 2  | 7  | 3  | 28    | Union de la droite et du centre 110      |
|            | Mouvement démocrate                         | 1  | 2  | 1  | 4  | 1  | 9     | Union de la droite et du centre 110      |
|            | Les Centristes                              | /  | /  | /  | 1  | /  | 1     | Union de la droite et du centre 110      |
|            | Mouvement radical                           | /  | 1  | /  | /  | /  | 1     | Union de la droite et du centre 110      |
|            | Divers centre                               | /  | 1  | /  | /  | /  | 1     | Union de la droite et du centre 110      |
|            | Rassemblement national                      | 2  | 12 | 4  | 10 | 1  | 29    | Rassemblement national 32                |
|            | L'Avenir français                           | /  | /  | /  | /  | 2  | 2     | Rassemblement national 32                |
|            | Centre national des indépendants et paysans | 1  | /  | /  | /  | /  | 1     | Rassemblement national 32                |
|            | Parti socialiste                            | /  | 5  | 1  | 2  | 1  | 9     | Union de la gauche et des écologistes 28 |
|            | Europe Écologie Les Verts                   | /  | 3  | 1  | 3  | 1  | 8     | Union de la gauche et des écologistes 28 |
|            | La France insoumise                         | /  | 3  | 1  | 1  | 1  | 6     | Union de la gauche et des écologistes 28 |
|            | Parti communiste français                   | 1  | 1  | /  | 1  | /  | 3     | Union de la gauche et des écologistes 28 |
|            | Génération.s                                | /  | 1  | /  | /  | /  | 1     | Union de la gauche et des écologistes 28 |
|            | Divers gauche                               | /  | 1  | /  | /  | /  | 1     | Union de la gauche et des écologistes 28 |
| TOTAL ÉLUS | TOTAL ÉLUS                                  | 15 | 69 | 21 | 47 | 18 | 170   |                                          |

### Composition actuelle
|            |                                             | 02 | 59 | 60 | 62 | 80 | TOTAL | Listes de 2021                           |
|            | Les Républicains                            | 4  | 11 | 5  | 11 | 4  | 36    | Union de la droite et du centre 110      |
|            | Divers droite                               | 3  | 14 | 4  | 8  | 4  | 33    | Union de la droite et du centre 110      |
|            | Union des démocrates et indépendants        | 2  | 14 | 2  | 6  | 3  | 27    | Union de la droite et du centre 110      |
|            | Mouvement démocrate                         | 1  | 2  | 1  | 4  | 1  | 9     | Union de la droite et du centre 110      |
|            | Horizons                                    | 1  | 1  | 2  | /  | /  | 4     | Union de la droite et du centre 110      |
|            | Les Centristes                              | /  | /  | /  | 1  | /  | 1     | Union de la droite et du centre 110      |
|            | Parti radical                               | /  | 1  | /  | /  | /  | 1     | Union de la droite et du centre 110      |
|            | Rassemblement national                      | 2  | 12 | 4  | 10 | 1  | 29    | Rassemblement national 32                |
|            | L'Avenir français                           | /  | /  | /  | /  | 2  | 2     | Rassemblement national 32                |
|            | Centre national des indépendants et paysans | 1  | /  | /  | /  | /  | 1     | Rassemblement national 32                |
|            | Parti socialiste                            | /  | 5  | /  | 2  | 1  | 8     | Union de la gauche et des écologistes 28 |
|            | Europe Écologie Les Verts                   | /  | 3  | 1  | 3  | 1  | 8     | Union de la gauche et des écologistes 28 |
|            | La France insoumise                         | /  | 2  | 1  | 1  | 1  | 5     | Union de la gauche et des écologistes 28 |
|            | Parti communiste français                   | 1  | 2  | /  | 1  | /  | 4     | Union de la gauche et des écologistes 28 |
|            | Divers gauche                               | 1  | 1  | /  | /  | /  | 2     | Union de la gauche et des écologistes 28 |
|            | Génération.s                                | /  | /  | 1  | /  | /  | 1     | Union de la gauche et des écologistes 28 |
| TOTAL ÉLUS | TOTAL ÉLUS                                  | 15 | 69 | 21 | 47 | 18 | 170   |                                          |

#### Évolution des partis politiques
| Partis     | Partis                                      | 2021 | Actuel | +/-           | +/-           |
| ---------- | ------------------------------------------- | ---- | ------ | ------------- | ------------- |
|            | Les Républicains                            | 36   | 35     | 1             |               |
|            | Divers droite                               | 34   | 33     | 1             |               |
|            | Rassemblement national                      | 29   | 29     | en stagnation |               |
|            | Union des démocrates et indépendants        | 28   | 27     | 1             |               |
|            | Mouvement démocrate                         | 9    | 9      | en stagnation |               |
|            | Parti socialiste                            | 9    | 8      | 1             |               |
|            | Europe Écologie Les Verts                   | 8    | 8      | en stagnation |               |
|            | La France insoumise                         | 6    | 5      | 1             |               |
|            | Parti communiste français                   | 3    | 4      | 1             |               |
|            | Horizons                                    | 0    | 4      | 4             |               |
|            | L'Avenir français                           | 2    | 2      | en stagnation |               |
|            | Divers gauche                               | 1    | 2      | 1             |               |
|            | Génération.s                                | 1    | 1      | en stagnation |               |
|            | Parti radical                               | 1    | 1      | en stagnation |               |
|            | Les Centristes                              | 1    | 1      | en stagnation |               |
|            | Centre national des indépendants et paysans | 1    | 1      | en stagnation |               |
|            | Divers centre                               | 1    | 0      | 1             |               |
| TOTAL ÉLUS | TOTAL ÉLUS                                  | 170  | 170    | en stagnation | en stagnation |

### Évolution de l'assemblée régionale

Depuis 2021

|                  | Groupe | Groupe | Groupe | Groupe | Groupe | Groupe | Non-inscrits |
| PCPE             | GRÉ    | MoDem  | UDI    | LR     | RN     |        | Non-inscrits |
| ---------------- | ------ | ------ | ------ | ------ | ------ | ------ | ------------ |
|                  |        |        |        |        |        |        | Non-inscrits |
| 1er juillet 2021 | 15     | 13     | 10     | 30     | 70     | 32     | -            |
| 1er janvier 2022 | 15     | 13     | 10     | 30     | 70     | 32     | -            |
| 1er janvier 2023 | 15     | 13     | 10     | 29     | 70     | 32     | 1            |
| 1er janvier 2024 | 15     | 13     | 10     | 29     | 70     | 32     | 1            |

- Depuis 2021